# Alfredo Bonazzi
Alfredo Bonazzi (Atripalda, 28 febbraio 1929 – San Zeno di Cassola, 1º novembre 2015) è stato un poeta italiano.
Condannato all'ergastolo per l'omicidio di un tabaccaio commesso nel 1960 in viale Zara a Milano, proprio in carcere, Bonazzi scopre l'amore per la cultura e la poesia, che lo porterà a vincere prestigiosi premi nazionali ed internazionali.
Nel 1973 il Presidente della Repubblica Giovanni Leone gli concede la grazia, dopo aver passato ventotto anni della sua vita tra carcere, riformatorio e manicomio criminale.
Nel 1975 scrive Squalificati a vita, un'inchiesta dove denuncia la tragedia di chi si trova rinchiuso nei manicomi criminali.
Bonazzi si è a lungo impegnato come volontario per aiutare i carcerati.
La vicenda umana di Alfredo Bonazzi è assi più tormentata di quanto dica la succinta nota biografica. Fu gravemente ferito durante i bombardamenti anglo-americani su Avellino del settembre 1943; fu testimone della violenza alla sorella diciassettenne da parte di un gruppo di soldati di stanza ad Atripalda nel '44; covò un rancore profondo verso le truppe di occupazione americane che si tradusse in azioni di sabotaggio e in veri e propri attentati. Fu questo a portarlo nel 1945 nel riformatorio di Napoli e successivamente ad una 'carriera' criminale, rispetto alla quale l'omicidio del 1960 rappresentò solo il drammatico epilogo. Questa storia è dolorosamente raccontata nel capitolo Il ragazzo di Atripalda, del volume di Alfredo Bonazzi, L'ergastolo azzurro, a cura di Teodoro Giùttari, Città Nuova, 1971, cap. quarto, pp. 97-107. I 28 anni evidentemente cumulano anche gli anni passati in riformatorio e condanne per precedenti reati.

## Opere
- Annunciazioni: liriche, Edizioni del Forte San Giacomo, Porto Azzurro, 1969
- Ergastolo Azzurro, Todariana, Milano, 1970
- L'infanzia di Caino, Todariana, Milano, 1972
- Quel giorno di uve rosse: Papa Giovanni dietro le sbarre, Cittadella editrice, Assisi, 1973
- Squalificati a vita: inchiesta e testimonianze sui manicomi criminali italiani, Gribaudi, 1975